# Kordyliera Patagońska
Kordyliera Patagońska albo Andy Patagońskie (hiszp. Cordillera Patagónica albo Andes Patagónicos) – południowa część Andów leżąca w Argentynie i Chile, na południe od równoleżnika 42°S. Liczą około 2000 km długości. Składają się na nią dwa pasma – Kordyliera Główna i Kordyliera Nadbrzeżna.
Najwyższym szczytem jest chilijski szczyt Monte San Valentin o wysokości 4058 m n.p.m. Pasmo Kordyliera Nadbrzeżna tworzy u wybrzeży fiordy i łańcuch przybrzeżnych wysp. Andy Patagońskie zbudowane są z prekambryjskich łupków krystalicznych, z intruzjami diorytów i granitów. Obecne liczne jeziora, np. Buenos Aires, Argentino, O’Higgins/San Martín, Viedma. W północnej części linia wiecznego śniegu od około 1500 m, zaś na południu od 700 m. Występują lodowce.